# Australian Blonde
Australian Blonde est un groupe de rock indépendant espagnol, originaire de Gijón. Il est formé dans les années 1990.

## Biographie
Le groupe est formé en 1992 avec Tito Valdés à la basse, Roberto Nicieza à la batterie, et Fran Fernández (Francisco Nixon) à la guitare et au chant. Après plusieurs concerts, ils remportent le concours de démos de la Sala Maravillas, ainsi que la finale d'un concours organisé par le magazine Rockdelux. À partir de ce moment, ils décident de signer au label Subterfuge, auquel ils sortent un split avec Kactus Jack, simplement intitulé Split en 1993. Par la suite, ils publient leur premier album, Pizza Pop (1993), qui leur fait gagner le titre de groupe de révélation chez les critiques spécialisés,.
Ils se popularisent braiment avec la sortie du premier single issu de l'album, intitulé Chup Chup ; il devient l'hymne de la génération indé du début des années 1990 en Espagne, grâce à son mélange de pop et de riffs de guitare distordues. Le groupe participe dès lors à la bande son du film Historias del Kronen, et plus tard à une publicité pour la marque de boissons Pepsi. Ainsi, d'autres groupes similaires commencent à émerger dans de nombreux labels indépendants, en commençant par Xixón Sound ; la ville de Gijón deviendra le Seattle espagnol pour sa scène musicale indépendante,.
En 1995, avec l'arrivée d'Ávila Paco Martínez à la batterie, la formation reste stable jusqu'en 2003, et collabore toujours dans l'ombre avec « la quatrième tête blonde », Paco Loco, guitariste et producteur mexicain résidant en Espagne. À partir de ce moment, Australian Blonde signe au label RCA Records et y publie trois albums qui l'élève au rang des groupes les plus importants de la scène rock nationale. Ils passent toute la décennie restante à jouer en tournées et dans de grands festivals tels que le Festival Internacional de Benicàssim (FIB), le Doctor Music et le Festimad, participant même aux bandes sons de courts-métrages comme Rondadores nocturnos 3 (1998) et Rondadores nocturnos 2 (1999), réalisés par Aure Roces,.
Après un concert à New York, ils font la rencontre de Steve Wynn, avec qui ils publient un split-album en 2000. Depuis, ils sortiront plusieurs albums et EP avec un succès plus modéré, mais toujours clair, car ils continuent à apparaître dans les compilations, remplissent les salles, et apparaissent dans d'importants festivals tels que celui de Benicàssim. En 2003, Tito Valdés quitte le groupe, et est remplacé par Pablo Errea (Ritual de lo Habitual, Greenhouse Effect, Edwin Moses). En 2004, Pizza Pop est réédité, et comprend des morceaux bonus, qui ont été à l'époque rejetées avant la sortie de l'album. Dix ans après leur dernier album, le groupe publie You Kill Me en 2014.

## Discographie
- 1993 : Pizza Pop (réédité en 2004)
- 1994 : Aftershave
- 1996 : Australian Blonde
- 1996 : Australian B
- 1998 : Extra
- 2000 : Momento
- 2002 : Lay it on the line
- 2004 : Canciones de amor y gratitud
- 2014 : You Kill Me